# Scythropochroa atrichoalata
Scythropochroa atrichoalata är en tvåvingeart som beskrevs av Werner Mohrig 1996. Scythropochroa atrichoalata ingår i släktet Scythropochroa och familjen sorgmyggor. Inga underarter finns listade i Catalogue of Life.